# Caillou de Gargantua (Caillouet-Orgeville)
Le caillou de Gargantua est un menhir situé sur la commune de Caillouet-Orgeville dans le département de l’Eure en France. 

## Localisation
Le mégalithe est situé au milieu d’un bois sur les pentes d’un cirque à proximité de la voie ferrée Paris-Caen.

## Description
C’est un bloc de calcaire noduleux aggloméré de l’étage lutécien moyen mesurant 3,50 m sur une largeur allant de 3,20 m à la base et se réduisant à 1,20 m au sommet. Son épaisseur varie de 2 m à la base à 1 m au sommet. Orienté est-ouest, il a la forme d’un tronc de pyramide arrondi au sommet et le faciès d’une morille. Sa base est percée d’un trou conoïdal vers le milieu qui lui donne un aspect fourchu.

## Historique

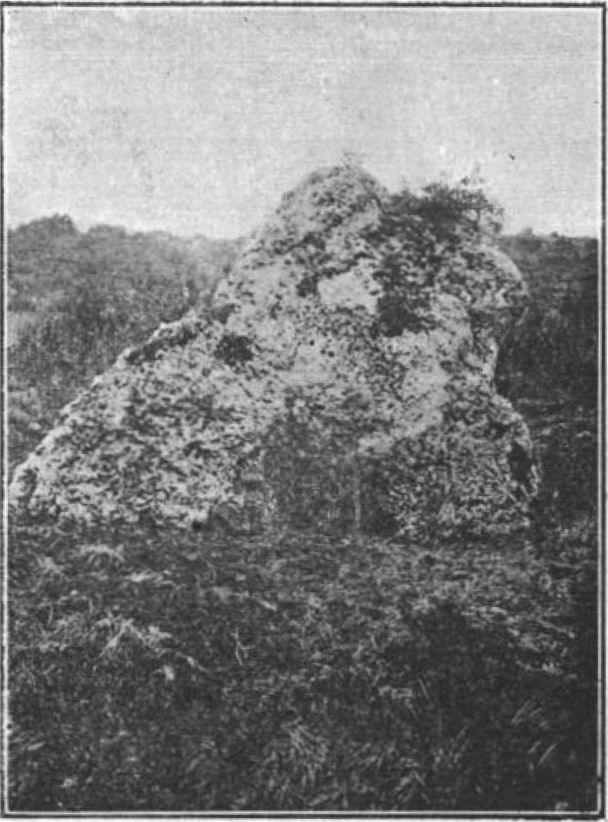
Photo du menhir prise par Chédeville en 1896

Les premières fouilles sont effectuées le 26 avril 1896 lors d’une excursion organisée par la Société normande d'études préhistoriques. Sous la conduite de M. Chédeville, la base du menhir est dégagée ce qui permet de remarquer qu’il ne repose pas à son emplacement d’origine puisque le sol est fait de craie sénonienne. Les fouilles révèlent également la présence de trois cales en pierre calcaire plates de 40 à 50 cm installées là intentionnellement pour éviter que le bloc ne roule en bas de la forte pente. D’autres petites cales installées sur le côté complètent le dispositif. Tous ces éléments achèvent de convaincre Chédeville qu’il est en présence d’un menhir comme il le confirme dans un compte-rendu d’excursion publié dans le bulletin de la Société en 1897. En 1908, toujours dans le bulletin de la Société, il résume le résultat de ses recherches en joignant une photo du mégalithe : « Je n’ai plus douté que je me trouvais en présence d’un menhir ou pierre levée, instaurée par nos primitifs ancêtres de l’époque des dolmens pour remémorer un fait important de leur vie ou bien pour indiquer un dolmen disparu ».
Léon Coutil, président de la Société préhistorique française, est présent lors de l’excursion de 1896. Également convaincu, il mentionne le menhir dans son « Inventaire des menhirs et dolmens de France : Eure » paru en 1897. Faisant le parallèle avec les nombreux mégalithes de la région portant le nom de Gargantua (Gravier de Gargantua à Croth, Pierre de Gargantua à Neaufles-Auvergny, Gravier de Gargantua à Port-Mort, Pierre de Gargantua à Saint-Ouen-d'Attez), il conclut : « Bien des motifs plaident pour que ce bloc soit un menhir : d’abord sa position anormale, ensuite le nom du bloc voisin qui porte le nom de caillou de Gargantua, celui du triage qui s’appelle Pierre de la Roche et surtout l’abondance des silex taillés que l’on trouve dans le voisinage ». Ce nom de Gargantua n'est pas antérieur au XVIe siècle et a été popularisé par Rabelais.